# Kirche von Munsö

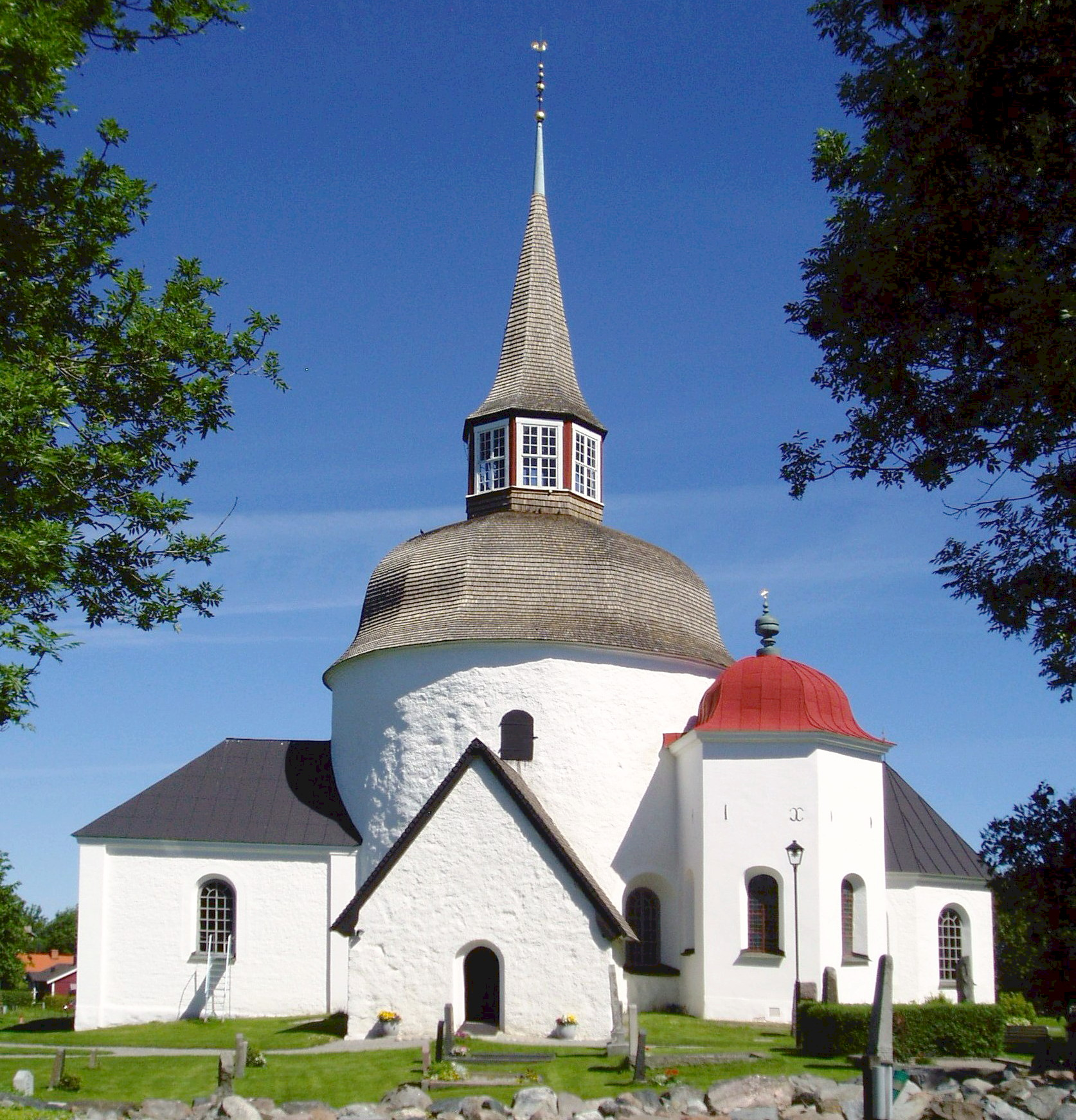
Außenansicht

Die Kirche von Munsö, schwedisch Munsö kyrka, ist eine Rundkirche auf der gleichnamigen Insel Munsö im Mälaren und liegt auf dem Gebiet eines ehemaligen Königshofs in der Gemeinde Ekerö in der schwedischen Provinz Stockholms län. Sie stammt aus dem 12. Jahrhundert und ist als Kyrkligt kulturminne geschützt. Zu den Anbauten zählt eine sechseckige Krypta.
Die Kirchengemeinde Adelsö-Munsö gehört zum Bistum Stockholm der Schwedischen Kirche.
Siehe auch: Skandinavische Rundkirchen